# Yu Hasegawa
Yu Hasegawa (長谷川 悠 Hasegawa Yu?, nacido el 5 de julio de 1987 en Yamanashi) es un futbolista japonés que se desempeña como delantero en el V-Varen Nagasaki de la J2 League.

## Trayectoria

### Clubes
| Club              | País  | Año         |
| ----------------- | ----- | ----------- |
| Kashiwa Reysol    | Japón | 2006 - 2007 |
| FC Gifu           | Japón | 2006        |
| Avispa Fukuoka    | Japón | 2007        |
| Montedio Yamagata | Japón | 2008 - 2011 |
| Omiya Ardija      | Japón | 2012 - 2014 |
| Tokushima Vortis  | Japón | 2015 - 2016 |
| Shimizu S-Pulse   | Japón | 2015 - 2018 |
| V-Varen Nagasaki  | Japón | 2019 -      |

## Estadística de carrera

### J. League
| Club              | Año   | J. League | J. League | Copa J. League | Copa J. League | Total | Total |
| Club              | Año   | Part.     | Goles     | Part.          | Goles          | Part. | Goles |
| ----------------- | ----- | --------- | --------- | -------------- | -------------- | ----- | ----- |
| Kashiwa Reysol    | 2006  | 1         | 0         | -              | -              | 1     | 0     |
| Kashiwa Reysol    | 2007  | 0         | 0         | 0              | 0              | 0     | 0     |
| Avispa Fukuoka    | 2007  | 9         | 0         | -              | -              | 9     | 0     |
| Montedio Yamagata | 2008  | 39        | 13        | -              | -              | 39    | 13    |
| Montedio Yamagata | 2009  | 31        | 10        | 5              | 0              | 36    | 10    |
| Montedio Yamagata | 2010  | 25        | 1         | 4              | 0              | 29    | 1     |
| Montedio Yamagata | 2011  | 23        | 2         | 2              | 0              | 25    | 2     |
| Omiya Ardija      | 2012  | 30        | 5         | 5              | 1              | 35    | 6     |
| Omiya Ardija      | 2013  | 27        | 4         | 6              | 1              | 33    | 5     |
| Omiya Ardija      | 2014  | 17        | 2         | 6              | 0              | 23    | 2     |
| Tokushima Vortis  | 2015  | 36        | 3         | -              | -              | 36    | 3     |
| Tokushima Vortis  | 2015  | 9         | 1         | -              | -              | 9     | 1     |
| Shimizu S-Pulse   | 2016  | 6         | 0         | -              | -              | 6     | 0     |
| Shimizu S-Pulse   | 2017  | 16        | 2         | 3              | 0              | 19    | 2     |
| Total             | Total | 269       | 43        | 31             | 2              | 300   | 45    |